# Chrysis ignita
Chrysis ignita é uma espécie de insetos himenópteros, especificamente vespas pertencente à família Chrysididae.
A autoridade científica da espécie é Linnaeus, tendo sido descrita em 1758.
Trata-se duma espécie endémica no território português, encontrando-se distribuída da Europa Ocidental à China e Japão, ao longo do Paleártico, mas exluindo o continente africano.
Estes insetos são parasitoides e cleptoparasitas, pondo os ovos nos ninhos doutras espécies, em especial Ancistrocerus longispinosus longispinosus. Assim, as suas larvas devoram com frequência as dos insetos que constroiem os ninhos inicialmente. Ao contrário doutras vespas, as aculeatas não picam porque anatómicamente não dispõem de ferrão.